# 막탄섬

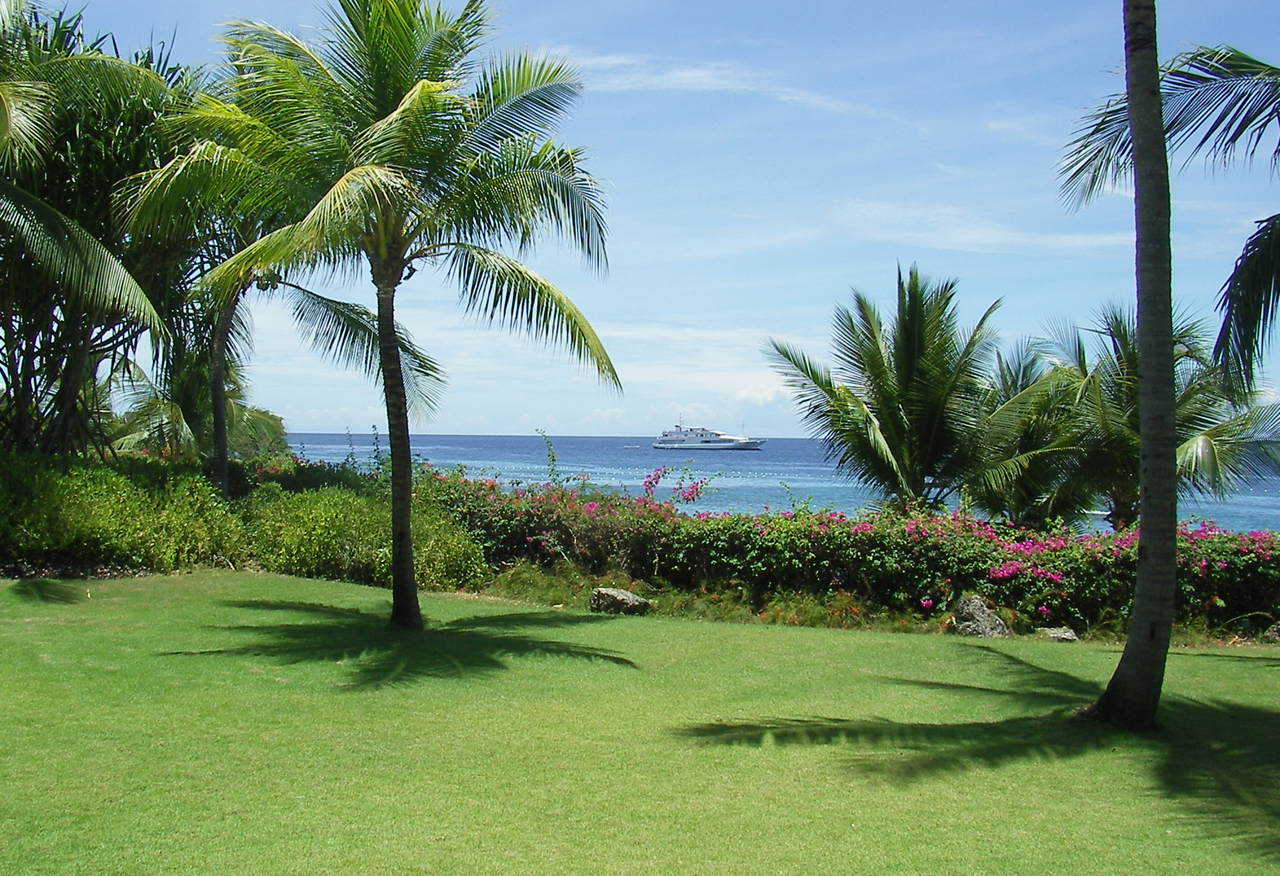
막탄 리조트에서 본 풍경

막탄섬(Mactan Island)은 필리핀 중부 세부주에 있는 섬이다. 세부 동해안, 세부시의 앞바다 불과 몇 킬로 떨어진 곳에 있으며, 세부 본섬과 막탄 만다우에 다리와 마르셀 페르낭 다리, 2개의 다리로 연결되어 있다.

## 개요
섬은 라푸라푸시와 코루도봐시의 두 자치 단체로 나뉘어 있다. 섬 중앙 부분은 세부와 국내외의 많은 도시를 연결하는 필리핀 제2의 막탄 세부 국제공항이 있고, 세부에 위치한 측면에서 수출 경제특구 등 산업 기지와 쇼핑센터 등 관광 명소, 맞은 편 동해안에는 해변, 리조트 호텔이 늘어서 있다.
공항에서 세부 시내까지는 차로 30~40분, 비치 리조트에서 20분 정도 밖에 걸리지 않는다. 막탄섬은 경치가 아름다우며 통풍이 좋고, 일반적으로 말하는 "세부 리조트"는 여기 막탄 아일랜드를 가리키는 경우가 많고, 외국인 이민자도 많다.
이 섬은 "막탄 전투"의 무대이며, 마젤란이 임종한 땅으로 유명한 장소이다. 페르디난드 마젤란은 유럽에서 서향 항로로 필리핀에 도달하여 세부 영주들을 기독교로 개종시키고 에스파냐 왕을 준수했다. 그러나 무슬림 영주(다투)인 라푸라푸가 그것을 따르지 않자 서로 대립하여 전투가 벌어졌고, 그 와중에서 마젤란은 전사했다. 이것은 필리핀인과 서양인 최초의 전쟁이며, 이때 마젤란을 격퇴했던 라푸라푸는 나중에 침략자에 대한 저항 영웅으로 여겨졌다.
섬에는 마젤란의 필리핀 기독교 선교와 세계 일주 도중에 죽음을 기념하는 《마젤란 기념비》가 세워져 있는데 그 옆에는 마젤란 함대의 병사와 싸운 《라푸라푸 동상》이 세워져 있다. 아일랜드 최대의 도시 라푸라푸 시는 그를 기념하여 붙여진 이름이다.

## 관광
막탄섬은 세부주의 주요 관광지로, 대다수의 관광객들이 막탄섬에서 투어를 즐긴다. 막탄섬은 산호섬으로 다이빙, 스노클링, 아일랜드 호핑투어, 젯스키, 세일링 등 최적의 수상 스포츠를 즐길 수 있는 섬이다.
비사야 지방의 유일한 아쿠아리움이 막탄 섬에 위치해 있다.

## 교통
- 막탄 세부 국제공항
- 세부 막탄 페리터미널

## 사진

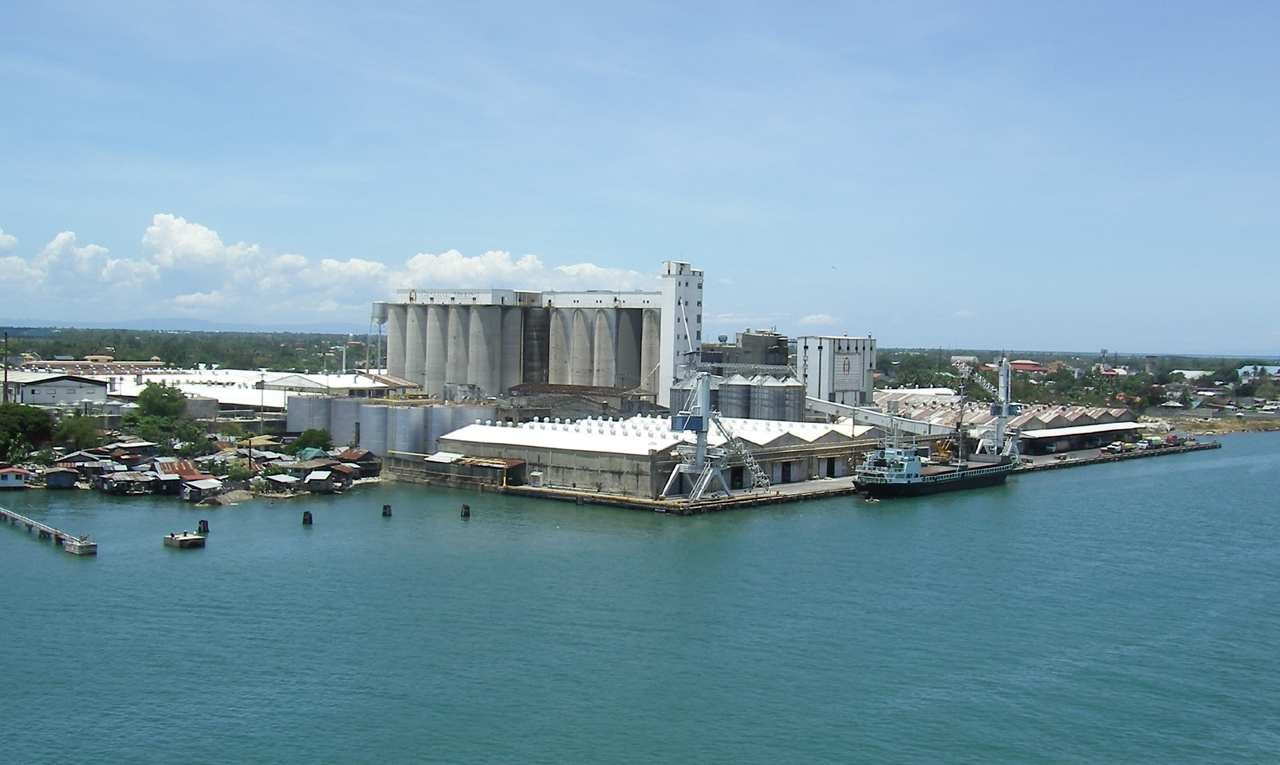
막탄항 페리터미널
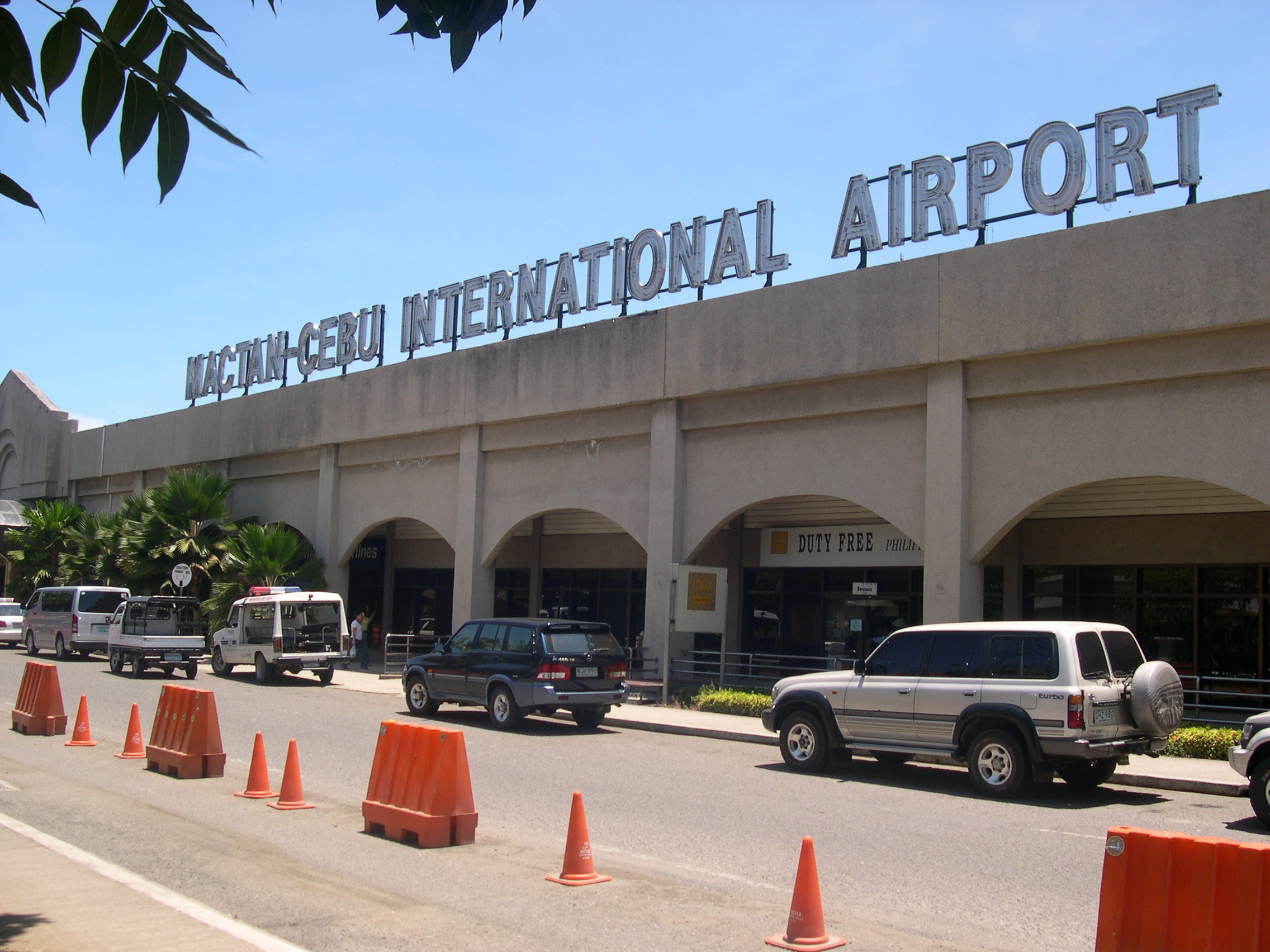
막탄 세부 국제공항
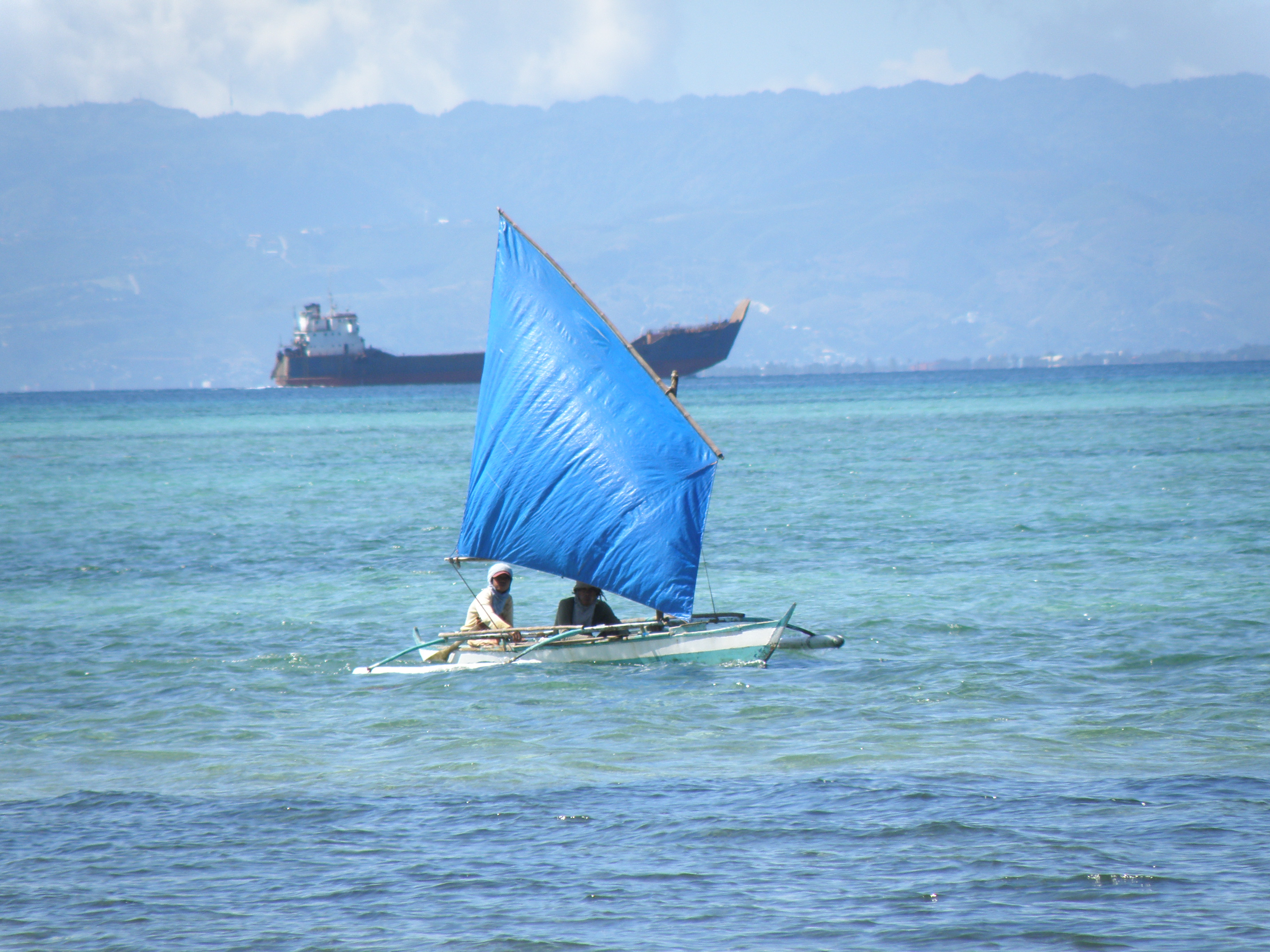
세일링
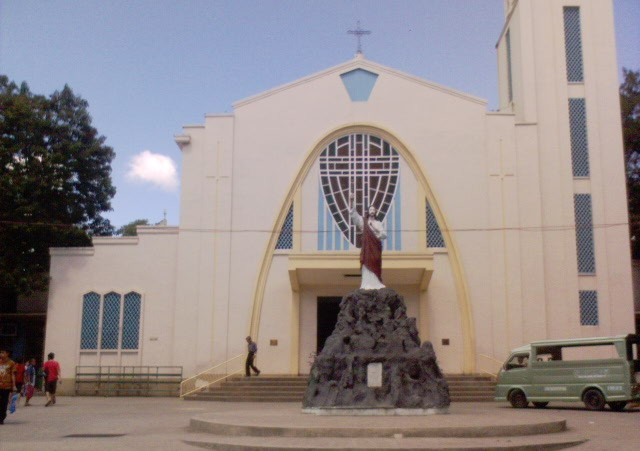
교회
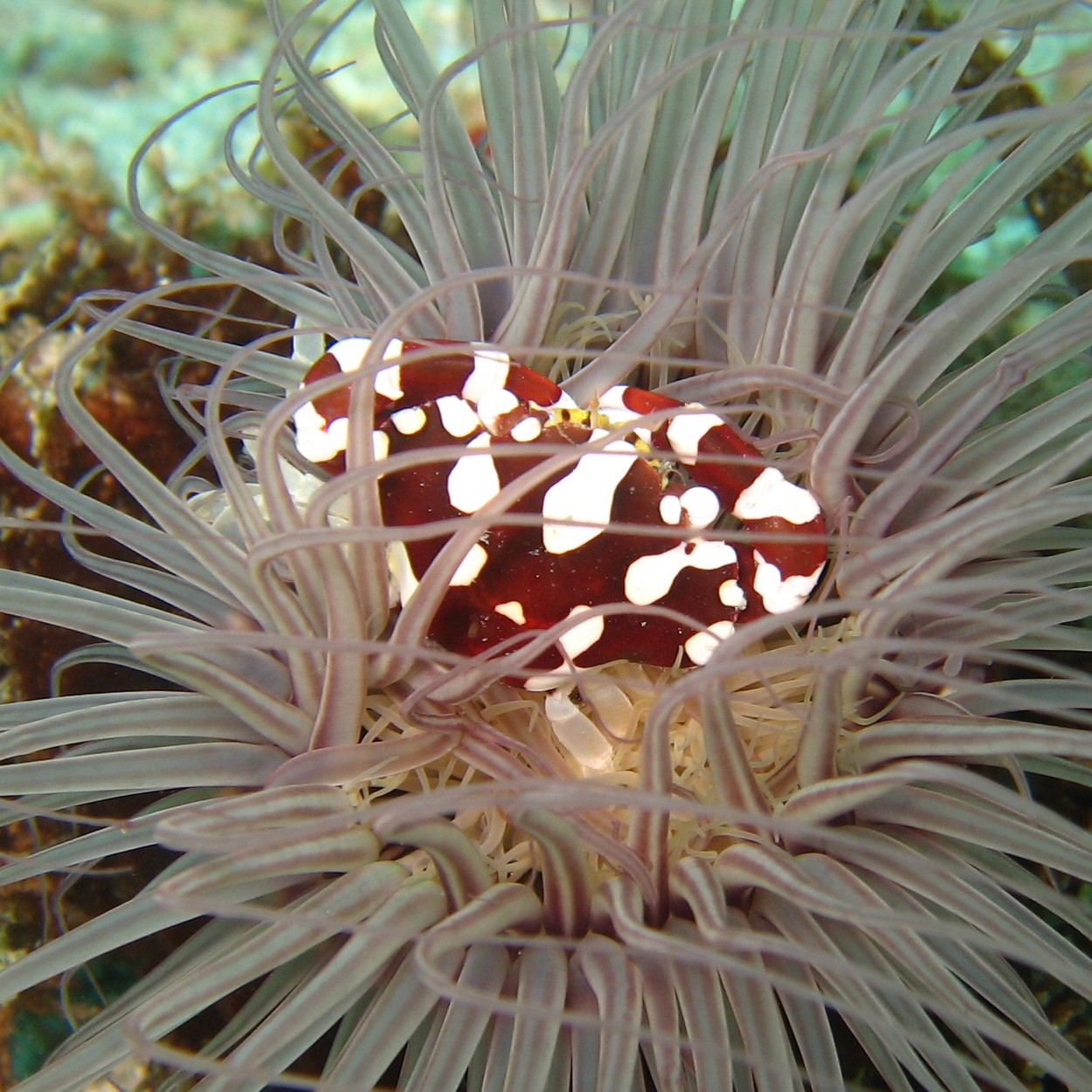
막탄섬의 흰점무늬 공생게